# Parasbecesta
Parasbecesta là một chi bọ cánh cứng trong họ Chrysomelidae.
Chi này được miêu tả khoa học năm 1940 bởi Laboissiere.

## Các loài
Các loài trong chi này gồm:
- Parasbecesta breviuscula (Weise, 1904)
- Parasbecesta burgeoni Laboissiere, 1940
- Parasbecesta flavonigra Laboissiere, 1940
- Parasbecesta ituriensis (Weise, 1924)
- Parasbecesta personata Laboissiere, 1940
- Parasbecesta purpurea (Laboissiere, 1937)
- Parasbecesta rubida Laboissiere, 1940
- Parasbecesta ruwensorica (Weise, 1912)